# Johann Gottfried von Herder
Johan Gottfried Herder eller Johann Gottfried von Herder (født 25. august 1744 i Mohrungen i Østpreussen som på dette tidspunkt hørte under Preussen, død 18. december 1803 i Weimar) var en tysk digter, filosof og teolog under den tyske Weimar-klassicisme og på sin tid en af de mest indflydelsesrige forfattere og tænkere i Tyskland; han regnes til den klassiske «firstjerne» fra Weimar – zum klassischen „Viergestirn“ von Weimar  – sammen med Christoph Martin Wieland, Johann Wolfgang von Goethe og Friedrich von Schiller.
Efter almindelig skolegang i de lokale skoler påbegyndte Herder i 1762 sine studier i teologi, filosofi og litteratur i Königsberg. Her stiftede han bekendtskab med både Immanuel Kant og Johann Georg Hamann og hentede inspiration fra dem begge. 

## Kritisk over for fokusering på menneskets rationelle evner
Herder blev, som Giambattista Vico, kritisk indstillet over for oplysningstidens fokusering på menneskets rationelle evner. I modsætning til Vico så Herder ikke sproget som funderet på forestillingskraft og forsynethed, givet af Gud, men på de umiddelbare menneskelige følelser. 

### Giambattista Vico og følelserne
Det kan minde om Vico, der på baggrund af det menneskelige forsyn og den menneskelige forestillingskraft talte om det menneskelige sjæleliv, der giver sig til udtryk igennem stræben, kæmpen, mål, motiver, håb og frygt, der jo er menneskelige følelser. Denne form for følelser må dog ifølge Herder være mere afledte komplekse følelser. De følelser Herder henviser til er de mere direkte følelser mennesket har igennem dets sanser. På den vis er han mere inspireret af empirismen end Vico. Sanserne forbinder mennesket til virkeligheden på umiddelbart samme vis, som ved empirismen.

### Den menneskelige fornuft og sproget
Mennesket er i sit udgangspunkt, som John Locke beskriver det, uden medfødt fornuftsindhold. Der er ingen a priori kategorier som mennesket erkender verden igennem fra første færd. Der er intet artikuleret før-sprogligt sprog, der er betingende for vort første sprogs opbygning og derved vores verdensforståelse. 
Nærmest analogt til Giambattista Vico var Herder overbevist om, at mennesket med svie og smerte må erhverve sig en veludviklet fornuft. Det er ikke noget vi er givet fra fødselen. Hverken fra det enkelte menneskes barnsben eller menneskeslægtens fødsel. 
Fornuften arbejder med og ud fra begreber. Begreber er ikke blot billeder af fænomener, forstået som direkte kopier af et fænomener. Begreber er mere almene og dækker fænomener og ikke et enkeltstående partikulært fænomen, som ellers ville være tilfældet, hvis der var tale om den slagt direkte kopiering af et fænomen. 

Fænomen er dog også et begreb, et begreb der først må have indhold for brugeren, inden denne overhovedet kan siges at se et bestemt fænomen forskelligt fra et andet. At bruge begreber er at bruge sprog, og sprog er ikke kun ord bestående af tegn, så som bogstaver. Sprog består af begreber og dermed må fornuft også være sprogligt betinget, på samme måde som sproget må være betinget af sproget. Pointen her er blot at mennesket ifølge Herder først ud fra sine medfødte evner igennem udvikling skaber sig et sprog og dermed en fornuft. Hvorledes det må gå for sig behandles i næste afsnit om sprogets oprindelse. 
Herder lagde vægt på menneskehedens og slægtens historie. Herudfra kan vi allerede nu slutte, og se, at han dermed lægger vægt på hvordan denne udvikling forløber. Herder var overbevist om, at denne udvikling måske nok sker i faser, men at disse faser ikke er tydeligt afmærket. 

Herders forståelse af menneskeslægtens udvikling er meget dynamisk. Menneskeslægtens udvikling må komme ubetinget fra menneskets egen natur. Kort sagt ville den titel David Hume valgte til sit hovedværk være lige så passende på Herders afhandling om sprogets oprindelse. En afhandling om sprogets oprindelse må nødvendigvis samtidig være en afhandling om menneskets natur.

## "Afhandling om sprogets oprindelse" fra 1772
Herders Abhandlung über den Ursprung der Sprache, "Afhandling om sprogets oprindelse"

udkom første gang i 1772, som resultat af en essaykonkurrence omkring netop sprogets oprindelse. Det kunne umiddelbart se ud som om, det ikke bekymrede Herder synderligt om hans argumenter rent stringent hænger sammen, eller følger hinanden. Der er argumenter i Herders afhandling, og mange af dem er stringente, men det synes ikke umiddelbart vigtigst om der i den teori Herder opstillede, skulle være dele, der ikke ganske stringent hænger sammen efter logikkens regler. Dette kan forekomme tilsigtet. Logik er ifølge Herder en menneskelig opfindelse, hvorfor den har sine begrænsninger og ikke kan beskrive alt. 

### Herders variant af empirismen
Så meget empirist er Herder, at han tror på at vi kan få viden om verden og os selv igennem empiriske undersøgelser, hvor man dog må huske på at selv sådanne ikke er umiddelbare som hos for eksempel John Locke. Empiriske undersøgelser er, som alt hvad mennesket kan foretage sig, sprogligt ladet. Her kan Herder minde om Kant, man må dog igen huske på, at det menneskelige sprog er i udvikling og ikke givet fra begyndelsen som hos Kant. Så selv om vi måtte erfare verden igennem kategorier, så er disse kategorier flygtige og ikke evig gyldige. Dette må man have for øje, hvis man vil dyrke empirisk videnskab.

### Verden, menneskets natur og sproget
Det betyder, at vil man ifølge Herder vide noget om verden, eller menneskets natur, eller sproget, så må man ud fra den sammensætning disse tre gensidigt afhængige størrelser udgør i og for os undersøge dem alle på en gang. Dette vil igen sige, at sådan noget som eviggyldige universelle sandheder om nogen af disse størrelser ikke kan findes uden at de alle tages i betragtning i deres forhold til hinanden. En epistemologisk undersøgelse vil altså samtidig være både en antropologisk, etymologisk, grammatisk, og historisk undersøgelse.

### "Allerede som dyr har mennesket et sprog"
Men det er forskellen mellem sprogene der er afgørende
Herder indledte sit essay med ordene Schon als Tier hat der Mensch Sprache, "Allerede som dyr har mennesket et sprog". Denne bemærkning handler ikke kun om, hvad mennesker er for nogen størrelser, men ligeledes om, hvad forholdet imellem dyr og mennesker er og ikke mindst om, hvad sprog er for en størrelse. Vi får her i første sætning at vide, at mennesket ikke er et dyr, og ser man på mennesket som dyr, da må man ligeledes sige, at det har en slags sprog. Hermed får man implicit også at vide, at det sprog mennesker har ikke er af samme slags som det dyr har, og hermed også at det ifølge Herder netop er i forskellen imellem disse former for sprog forskellen imellem dyr og mennesker skal findes.
Sprog består ikke kun af grammatik
Samtidig får Herder sagt, at sprog ikke udelukkende er at forstå som sammensætningen af grammatiske tegn eller ytringen af disse. Hvis mennesket allerede som dyr har sprog, så kan sprog ikke være begrænset til at bestå af abstrakte tegns relationer, da dyr ikke kan tænke abstrakt på samme måde som mennesker. Herders begreb om sprog må da være meget mere omfattende. Sprog er for Herder det medie gennem hvilket både dyr og mennesker udtrykker deres følelser, og vi mennesker tænker ikke kun rationelt.
Trods fælles udgangspunkt, forskelligt resultat
Inden vi så faktisk kan tillade os at slutte til, at sprog ikke kun kan bestå af grammatik, så må vi dog undersøge hvorledes sprog hos såvel dyr som mennesker kan komme i stand. Hvad er det dyr og mennesker har tilfælles, og hvor er det mennesket adskiller sig fra dyr. Herder har allerede igennem sin første sætning antydet, at grundbetingelsen for sprog hos dyr og mennesker er den samme. I udgangspunktet må vi (dyr og mennesker) være betinget af det samme. Dog på en måde, hvor dette det samme kan føre til forskellige resultater for dyr og mennesker.
Det smertens skrig, som det sårede dyr og det sårede menneske udstøder har noget tilfælles. De er begge betinget af, hvilket væsen de er. Og hvilket væsen man er, er ikke kun betinget af, hvad Vico kalder det indre. Det er også betinget af det ydre. Legemet og ånden er forbundet og uadskillelige. Hvad der sker i det indre må afhænge af, hvilke ydre instanser man har, og hvordan disse formidler indtryk af virkeligheden. Det er ved hjælp af og ud fra disse et væsens virkelighedssfære dannes. Og det er inden for denne sfære at et væsens verden dannes.
Alle i arten deler dette sprog
Selv om sproget for mennesker altså er tankens medie, så er det ikke tilfældet, at sproget består af ideer, som enten kausalt er dannet af indtryk, eller via konvention er blevet associeret med bestemte udtryk, der så udgør en sproglig kode, som af andre væsner, der har nøglen til denne kode, kan blive afkodet, hvorved tanker bliver formidlet. 

Sprog er ikke et nødvendigt onde opfundet på grund af manglende evne til telepati. Sprog er noget naturligt ved et væsen. Hvordan dette sprog så dannes og udvikles må afhænge af væsenets indre såvel som ydre egenskaber. Et væsens sprog må da være noget fælles, som alle medlemmer af arten deler. 

Herder skriver:
Eigentlich ist diese Sprache der Natur eine Völkersprache für jede Gattung unter sich, und so hat auch der Mensch die seinige.
Egentlig er dette naturens sprog et (folke)sprog for hver art for sig, og således har også mennesket et sådant sprog.
Der findes intet "Det Naturlige Sprog"
Et væsens naturlige sprog er dog ikke Det Naturlige Sprog. Der er ikke ét sprog, der er fælles for alle arter. Der er sprog, der er fælles for arterne, men ikke arterne imellem. Des større forskel der er imellem arterne des mindre mulighed er der for de forskellige arter at komme til at forstå det. 

Herder formulerer det således:
Ich merke also an, daß je weniger die menschliche Natur mit einer Tierart verwandt, je ungleichartiger sie mit ihr am Nervenbaue ist: desto weniger ist ihre Natursprache uns verständlich
Jeg bemærker altså, at jo mindre den menneskelige natur er forbundet med en dyreart, jo mere forskellig den er i nerveopbygningen, desto mindre er denne dyrearts natursprog forståeligt for os.
Det er mennesketsprogets oprindelse der ledes efter
Desto mindre det minder om et menneske, desto mindre er det os muligt at forstå dets natursprog. Herder nærmer sig her den senere Wittgensteins bemærkning ”Wenn ein Löwe sprechen könnte, wir könnten ihn nicht verstehen“ – 'Hvis en løve kunne tale, kunne vi (alligevel) ikke forstå den'. – 

Mennesker benytter sig af menneskesprog, ikke af et universelt sprog, det være Fornuftens eller Naturens. Hermed har vi også fået afklaret hvorfor Herder har kaldt sit essay for ”en afhandling om sprogets oprindelse”, og ikke ”en afhandling om sprogenes oprindelse”. Det er menneskesprogets oprindelse vi med Herder er på udkig efter, og den finder vi samme sted som naturens sprogs oprindelse. Dette kan man ifølge Herder ikke se direkte i vores eget nutidige sprog, da:
In einer feinen, spät erfundnen metaphysischen Sprache, die von der ursprünglichen wilden Mutter des menschlichen Geschlechts eine Abart vielleicht im vierten Gliede und nach langen Jahrtausenden der Abartung selbst wieder Jahrhunderte ihres Lebens hindurch verfeinert, zivilisiert und humanisiert worden: eine solche Sprache, das Kind der Vernunft und Gesellschaft, kann wenig oder nichts mehr von der Kindheit ihrer ersten Mutter wissen
(I) et fint, sent opfundet metafysisk sprog, måske (i en afart) i fjerde led og mange årtusinder siden den oprindelige vilde moder til den menneskelige art, og hvor denne art selv derefter har gennenmået århundreders forfining, civilisering og humanisering: et sådant sprog – barn af fornuft og samfund – kan kun vide lidt eller intet om den første moders barndom.
I de gamle sprog kan man måske opspore sprogets forhold til følelserne
Derfor må man se på de gamle sprog, der er i nærmere kontakt med naturen end vores civiliserede fornuftsprægede sprog. I de såkaldt vilde menneskers sprog kan man se, hvorledes udtrykkene er bundet til sanserne og dermed direkte til de menneskelige umiddelbare følelser. 

Blandt mennesker, der endnu ikke er blevet ofre for civilisationens dyrkelse af fornuften, er der mulighed for stadigt at finde elementer af menneskets første naturbundne sprog. Herder er altså enig med Vico i, at en art etymologisk, grammatisk undersøgelse af antikke og endda ældre sproglige udfoldelser også må være en art antropologisk undersøgelse. Herder er dog mere opmærksom end Vico på, at man skal passe på med at fokusere på tekster, da disse må bære præg af en form for civiliseret sprogdannelse. Hvis det var muligt ville Herder ty til faktiske udfoldelser af riter og ritualer hos såkaldt primitive eller vilde folkeslag. 

Herder skriver:
In ihren Elegien tönen, wie bei den Wilden auf ihren Gräben, jene Heul- und Klagetöne, eine fortgehende Interjektion der Natursprache; in ihren Lobpsalmen das Freudengeschrei und die wiederkommenden Hallelujas, die Shaw aus dem munde der Klageweiber erkläret und die bei uns so oft feierlicher Unsinn sind.
I deres elegier lyder disse hyle- og klagetoner som hos vilde ved graven, en vedvarende interjektion, indslag af natursprog; i deres lovsange frydeskrig og genkommende halleluja'er, som Shaw tilskrev klagekonerne og som hos os så ofte er festlig nonsens. (?)
Herder er en mere praktisk empirisk antropolog end Vico
Herder er på den måde mere en praktisk empirisk antropolog end Vico, der udelukkende ville undersøge den nedskrevne grammatik og ordlyd. En måde at gennemføre en undersøgelse på, der i forhold til Herders, kan karakteriseres som nærmest spekulativ.
Herders kritik af, om det skulle være muligt, at menneskets sprog vitterligt skulle kunne have en guddommelig oprindelse tager sit udgangspunkt i denne empirisk tilegnede viden. 

Så vidt Herder skulle det ifølge Süßmilch 
være at reducere alle meningsfulde lyde et menneske kan ytre, til de lyde vi forbinder med vores alfabet. 

Dette må ifølge Herder være en fejlagtig opfattelse, da alle vore bogstaver kan udtales på flere og ikke kun én måde, hvilket gør tegnets betydning ganske usikker om end ikke meningsløs, da det ud fra det blotte tegn ikke kan læses, om det skal udtales på den ene eller anden vis, og det altså ikke kan vides hvilken lyd tegnet refererer til. Dette problem vejer begge veje. Herder henviser til forskellige praktiske forsøg på at reducere fremmede sprog til en vis kombination af bogstaver, der er slået fejl. Det er ikke på grund af mangel på ekspertise eller sprogøre, at sådanne forsøg er slået fejl. Det ville såmænd også slå fejl, hvis man forsøgte at reducere allerede kendte talte sprog til en sådan form for grammatik, hvor hvert enkelt bogstav skulle referere til en bestemt lyd. 
Det er simpelthen ifølge Herder ikke muligt at reducere menneskesproget til en sådan form for grammatik. Hvis det var muligt, så burde det også være muligt at lære at tale et sprog ud fra en given tekst; og det ikke kun et andet nulevende sprog, men et hvilket som helst sprog, også nu uddøde sprog. Selv om der er mange teorier og ideer om, hvordan oldgræsk eller klassisk latin skal udtales, så er det for det første kun netop ideer og forestillinger ikke fakta, og for det andet er disse ideer og forestillinger kun ganske generelle. Der er vel ingen, der vil hævde at kunne vide præcist hvordan en given græker i det antikke Grækenland ville udtale et givent oldgræsk ord.
Herder hævder derfor direkte, at des mere levende et sprog er des mere umuligt er det at reducere det til skriftsprog, da des mere levende det er des mere må det udvikle sig, des mere dynamisk må det være.
Herders kritik af Süßmilch som dog også rammer mere moderne sprogfilosoffer
I sin kritik af Süßmilch viser Herder ikke kun, at det ikke kan lade sig gøre, at vor sprog skulle være givet til os igennem bogstaver, der hver især skulle forestille at referere til en lyd, men ligeledes, hvad der må være af endog større betydning den dag i dag, at forestillingen om, at det skulle være muligt at reducere sprog til skrifttegn må bero på en misforståelse.
Herders kritik rammer derfor ikke kun Süßmilch, men også for eksempel Vico, der må fundere hele sin nye videnskab på en opfattelse af, at sprog i sin essens består af skrifttegn, og det er igennem en undersøgelse af deres reference og referenceskift, og dermed betydning og betydningsskift, at vi kan opnå sand viden omkring mennesket og dets historie. Men også mere moderne sprogfilosoffer rammes af Herders kritik.